# Lagunaseca
Lagunaseca – gmina w Hiszpanii, w prowincji Cuenca, w Kastylii-La Mancha, o powierzchni 34,77 km². W 2011 roku gmina liczyła 91 mieszkańców.